# Butorfanol
Butorfanol (łac. Butorphanolum) – organiczny związek chemiczny, syntetyczny opioidowy lek przeciwbólowy z grupy morfinanów. Stosowany w lecznictwie w postaci soli kwasu winowego.

## Farmakologia
Butorfanol jest agonistą receptorów opioidowych kappa, receptorów sigma oraz częściowym agonistą i antagonistą receptorów opioidowych mi. Działanie analgetyczne butorfanolu jest około 5 razy silniejsze od morfiny z podobnym czasem działania. Butorfanol wykazuje [efekt pułapowy] w depresji oddechowej. Ze względu na agonizm kappa i sigma może powodować efekty dysforyczne, zwiększa pracę serca oraz powoduje wzrost ciśnienia płucnego. Ze względu na tzw. efekt pierwszego przejścia stosowany jest pozajelitowo.

## Zastosowanie
Stosowany w bólach migrenowych, w bólach nowotworowych o średnim do dużego natężenia, bólach przy porodzie, a także przy znieczuleniu w skojarzeniu z innymi lekami. W weterynarii używany jako lek uspokajający i przeciwbólowy u koni w skojarzeniu z ksylazyną lub detomidyną, a także psów i kotów w skojarzeniu z medetomidyną, dexmedetomidyną, benzodiazepinami i pochodnymi fenotiazyny.

## Skutki uboczne
Najczęstszymi efektami niepożądanymi przy leczeniu butorfanolem u ludzi są nudności i wymioty. Lek powoduje także uczucie dysforii, może powodować nadmierne uspokojenie, zawroty głowy oraz dezorientację. W przeciwieństwie do czystych agonistów receptorów mi powoduje znacznie lższejsze i rzadsze zaparcia.
U koni stosowanie butorfanolu może wywołać nadmierne uspokojenie lub pobudzenie. Zbyt duża dawka może powodować drgawki mięśni, przewracanie się, nadmierne ślinienie się i zaparcia. Jako antidotum podawany jest czysty antagonista receptorów opioidowych – nalokson